# Chloroclystis variospila
Chloroclystis variospila är en fjärilsart som beskrevs av W. Warren 1895. Chloroclystis variospila ingår i släktet Chloroclystis och familjen mätare. Inga underarter finns listade i Catalogue of Life.